# Haravemallarajapatna, Piriyapatna
Haravemallarajapatna là một làng thuộc tehsil Piriyapatna, huyện Mysore, bang Karnataka, Ấn Độ.